# Navy Theater Wide
Navy Theater Wide (NTW) system teatru działań Marynarki Wojennej w obronie antybalistycznej, będący morską częścią amerykańskiego systemu obrony antybalistycznej (Ballistic Missile Defene) w warstwie terminalnej obrony antybalistycznej, morski odpowiednik lądowego systemu antybalistycznego THAAD

## NTW-THAAD

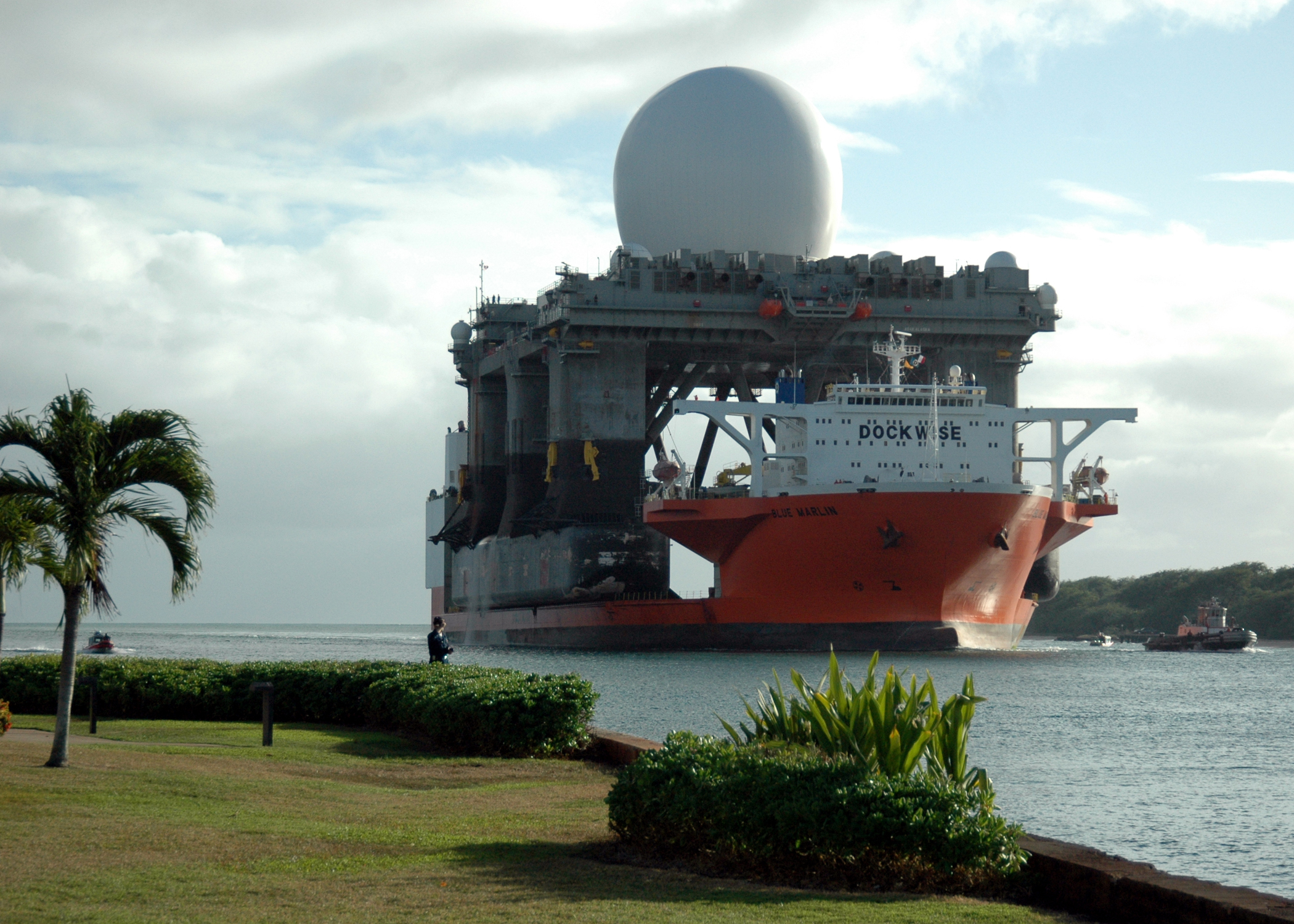
Radar SBX wpływa do Pearl Harbor w drodze na Alaskę (styczeń 2006)

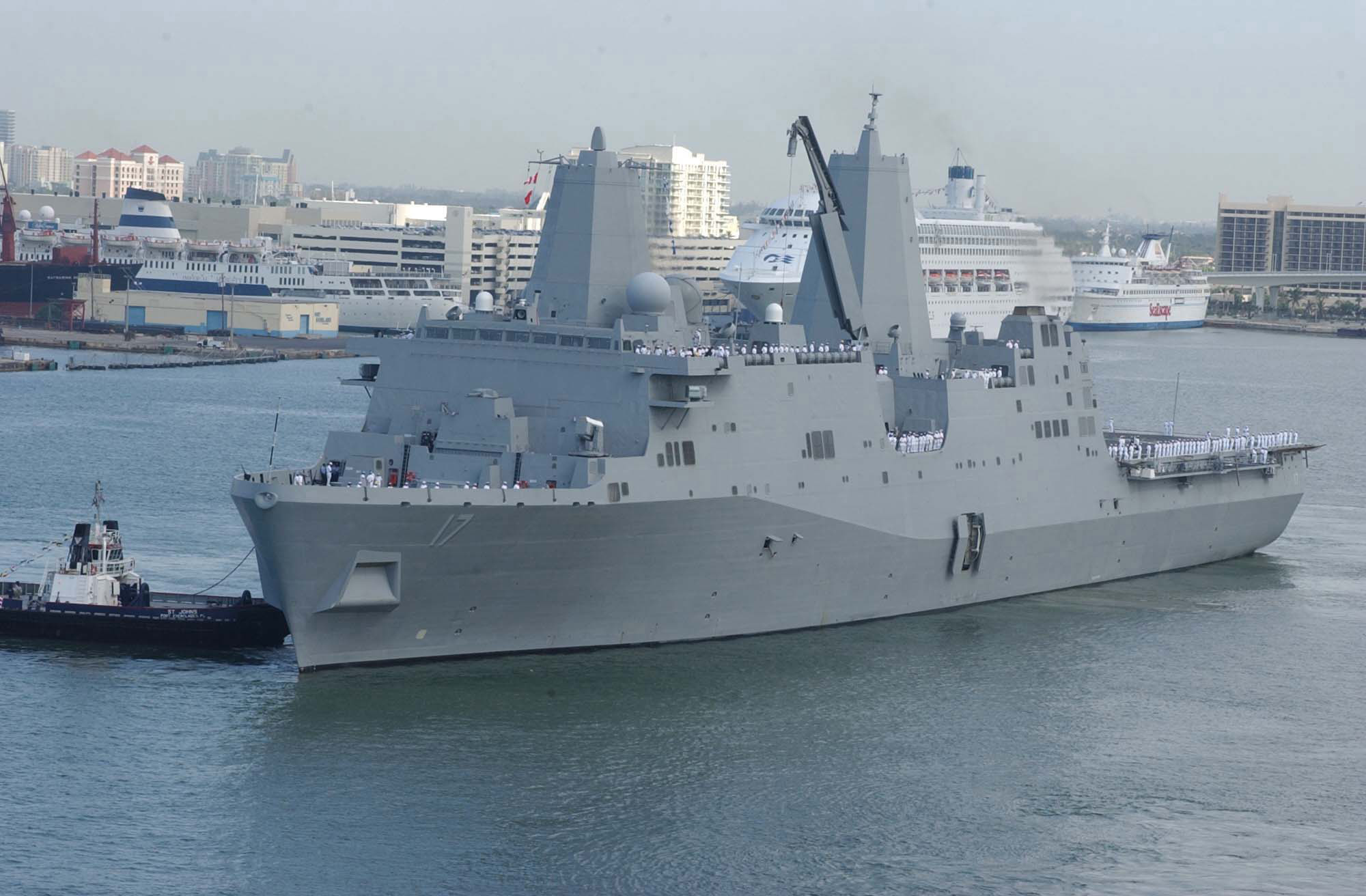
Transportowiec typu LPD San Antonio USS "San Antonio"

W 2015 r. planuje się zintegrować naziemny system przeciwrakietowy THAAD z systemem NTW, co da naziemno-morski system obrony antyrakietowej NTW-THAAD. Nowy system będzie rdzeniem globalnej "tarczy antyrakietowej". System NTW  będzie się składał z niszczycieli rakietowych DD(X) i uniwersalnych atomowych krążowników rakietowych typu CG(X) wyposażonych w nowy radar antybalistyczny BMD (Balistic Missile Defense), i uzbrojonych w antyrakiety z serii Standard: 
SM-6 ERAM, oraz SM-3 Block IIA i Kinetic Energy Interceptor (KEI) wyposażonych w  Multiple Kill Vehicle (MKV). Jak i z nowych fregat Littoral combat ship (LCS) też wyposażonych w pociski SM-6 ERAM, oraz najprawdopodobniej także nowy transportowców typu San Antonio czy atomowych okrętów podwodnych typu Ohio wyposażonych w KEI. Oraz z radaru bazowania morskiego pracująceg w paśmie X (ang. Sea-Based X-Band Radar) SBX. Rakiety SM-3 niszczą pociski balistyczne na zasadzie hit to kill w wersji LEAP (Lightweight Exo-Atmospheric Projectile). Na początku 2007 r. US Navy posiadała 19 pocisków SM-3 na koniec tego roku miała ich 21, a docelowo w 2014 ma posiadać 132 rakiet tego typu. Niewątpliwie zaletą systemu NTW jest to, że dzięki zainstalowaniu broni antyrakietowej na okrętach, system obrony antybalistyczny ma większy zasięg, a środki przeciwdziałania mogą się znaleźć bliżej wyrzutni wroga.